# Fünfstetten
Fünfstetten là một đô thị ở huyện Donau-Ries trong bang Bayern nước Đức. Đô thị Fünfstetten có diện tích 26,72 km².